# Estádio Primeiro de Maio Rungrado
O Estádio Primeiro de Maio Rungrado (coreano:릉라도 5월1일 경기장,Rungrado 5 Weol 1 Il Kyeongkichang) é um estádio monumental localizado em Pyongyang, na Coreia do Norte. Com capacidade para 150 000 espectadores, é o maior estádio ativo do mundo. É o segundo se contar o Estádio de Strahov na República Checa, que atualmente não recebe mais eventos esportivos.
O nome do estádio deriva do nome da ilha onde foi construído (Rungra, 릉라), 1 de Maio (Seot' Weol Han In 5월 1일 ). Nesse dia, em 1989, o estádio foi inaugurado.
O estádio tem 22 500 m2 de área construída e chega a 60 metros de altura. Possui uma estrutura de 16 arcos que formam a cobertura, que lembra uma magnólia.

## Uso

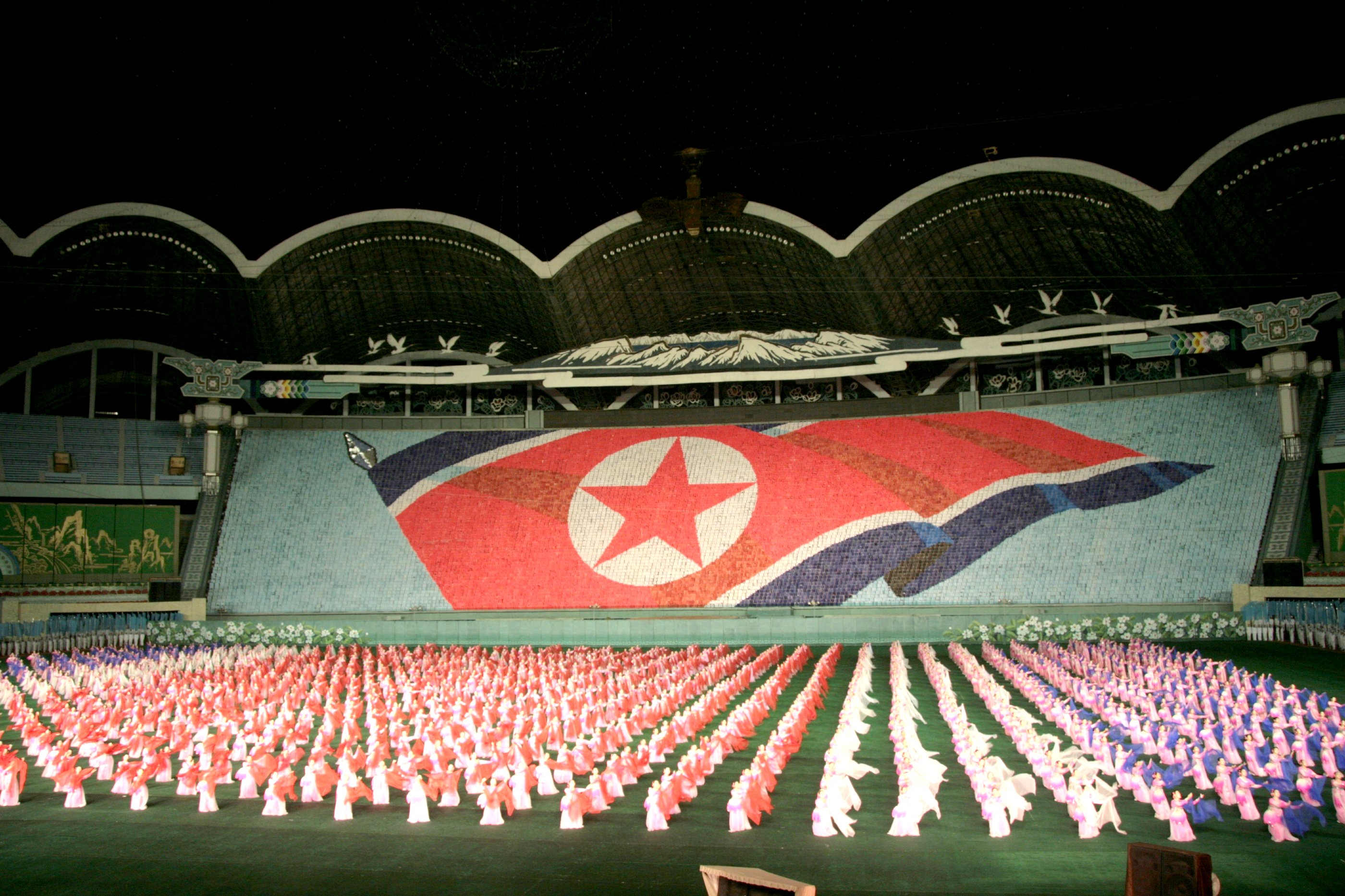
Estádio durante o Festival Arirang.

Em 29 de abril de 1995, 190 000 pessoas assistiram ao Kollision in Korea, evento de wrestling organizado pela WCW. O estádio recebe poucos eventos, costuma receber jogos da Seleção Norte Coreana de Futebol, sendo muito famoso por hospedar o Festival Arirang entre os meses de agosto e setembro. Em 2002, para celebrar os sessenta anos de Kim Jong-il, 100 000 pessoas participaram de shows de ginástica e dança em homenagem ao ditador, que teve apenas 50 000 espectadores.